# لیسکی (شهرستان گووداپ)
لیسکی (به لاتین: Liski) یک روستا در لهستان است که در گمینا بانگه مازورسکیه واقع شده‌است.